# Вікторія (Лубенський район)
Вікто́рія — село в Україні, у Пирятинській міській громаді Лубенського району Полтавської області. Населення становить 1042 осіб. Колишній орган місцевого самоврядування — Вікторійська сільська рада.

## Географія
Село Вікторія знаходиться за 4 км від лівого берега річки Гнила Оржиця, за 3 км від села Архемівка. Поруч проходить автомобільна дорога М03.

## Історія
Вікторія – порівняно молоде село. Уперше воно згадується в документах, які датуються 1781 роком. Тоді це був Чорний хутір бунчукового товариша Гамалії у складі Пирятинської Першої сотні Лубенського полку. Хутір – тому, що не було тут церкви. Найближча – у сусідніх Кулаженцях на честь святого чудотворця Миколая.
Село особливо постраждало внаслідок геноциду українського народу, який був результатом внутрішньої політики уряду СРСР 1932—1933 рр., та голоду 1946—1947 рр.
12 червня 2020 року, відповідно до розпорядження Кабінету Міністрів України № 721-р «Про визначення адміністративних центрів та затвердження територій територіальних громад Полтавської області», село увійшло до складу Пирятинської міської громади.
19 липня 2020 року, в результаті адміністративно - територіальної реформи та ліквідації Пирятинського району, село увійшло до складу новоутвореного Лубенського району.

## Населення
Згідно з переписом УРСР 1989 року чисельність наявного населення села становила 1199 осіб, з яких 524 чоловіки та 675 жінок.
За переписом населення України 2001 року в селі мешкало 1037 осіб.

### Мова
Розподіл населення за рідною мовою за даними перепису 2001 року:
| Мова       | Відсоток |
| ---------- | -------- |
| українська | 97,02 %  |
| російська  | 2,50 %   |
| білоруська | 0,10 %   |
| молдовська | 0,10 %   |
| інші       | 0,28 %   |

## Пам'ятки

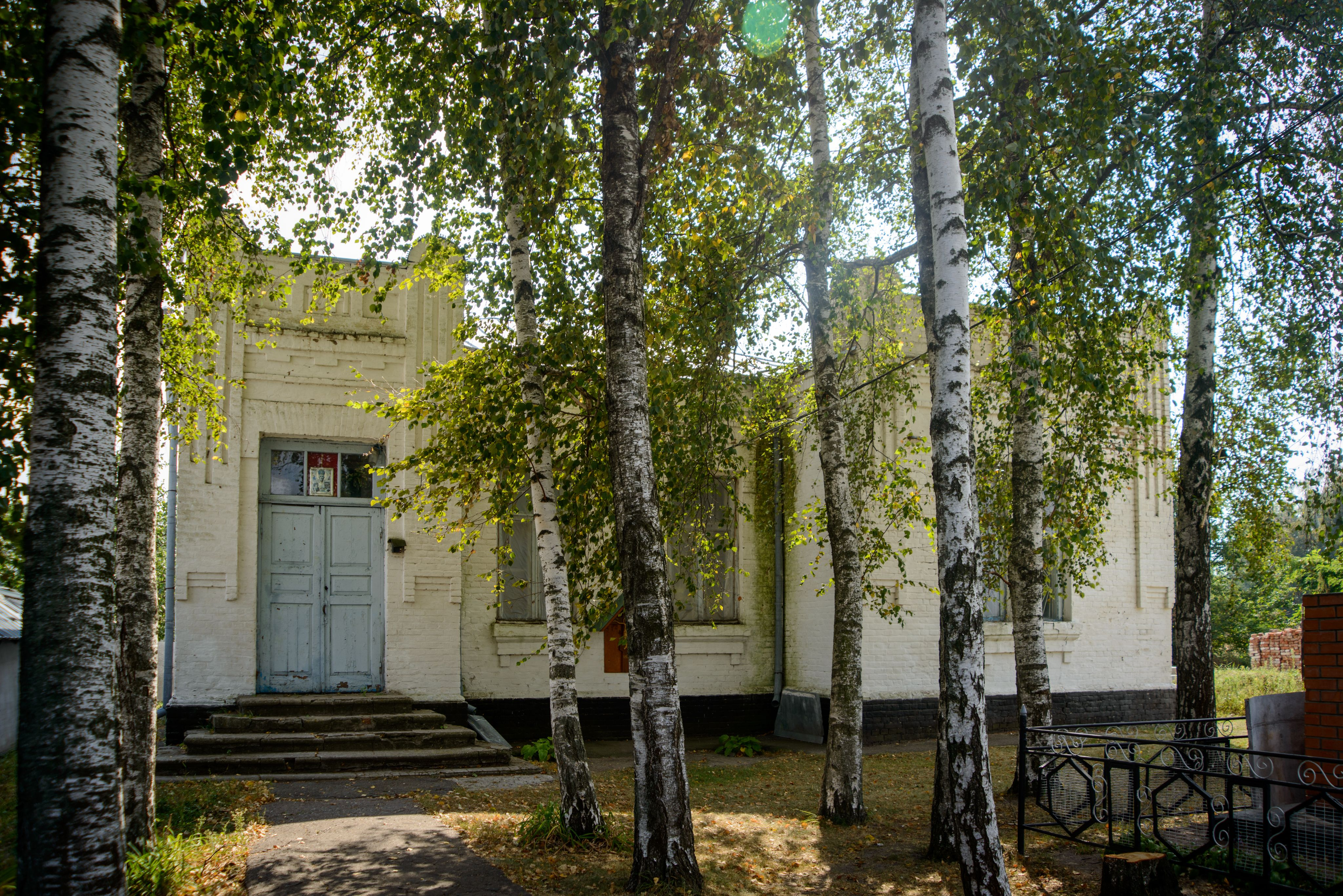

У зводі пам'яток Пирятинського району записані наступі об'єкти:
- Курганний могильник І (археол.)
- Курганний могильник II (археол.)
- Курган І (археол.)
- Курган II (археол.)
- Курган III (археол.)
- Могила Виноградова В. Б. (1943), пам'ятний знак полеглим землякам (1957) (іст.)
- Меморіальна дошка на честь Бабака Олега Яковича Героя Радянського Союзу (1994) (іст.)
- Могила Бабака Олега Яковича Героя Радянського Союзу (1991) (іст.)
- Пам'ятний знак жертвам Голодомору 1932—1933 рр. (іст.)
- Школи початкової будинок (1914) (іст.)

Школи початкової будинок розташований у центрі села. Збудований у 1914 р. Пирятинським повітовим земством, як початкова школа. Цегляний, одноповерховий, дах шиферний чотирисхилий. Загальна площа 118 кв.м. До 2009 р. тут розмішувалася Вікторійська сільська рада. З 2009 року громада Миколаївської церкви.

## Економіка
- ТОВ «Пирятинська птахофабрика».
- ТОВ «Рубі-Роз».

## Об'єкти соціальної сфери
- Вікторійська загальноосвітня школа І-ІІІ ступенів Пирятинської райдержадміністрації Полтавської області.[8]
- Амбулаторія загальної практики сімейної медицини.[9]

## Галерея

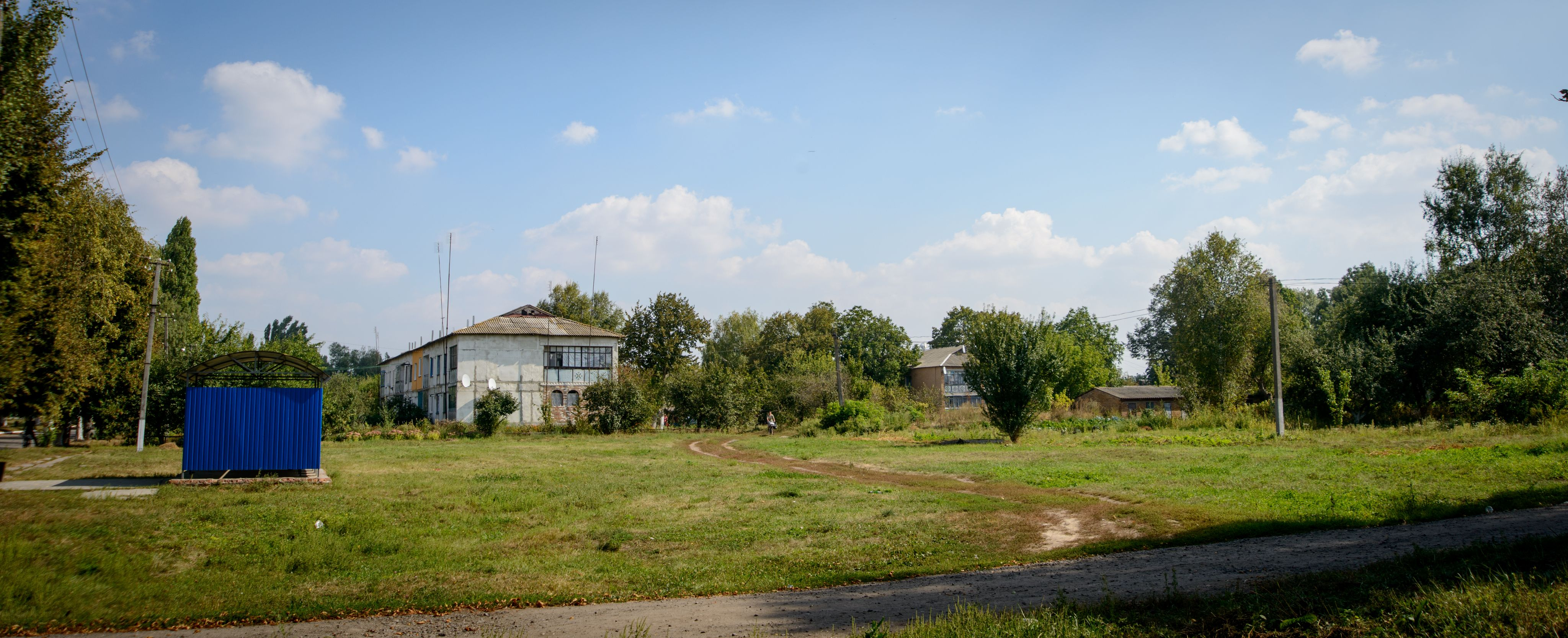
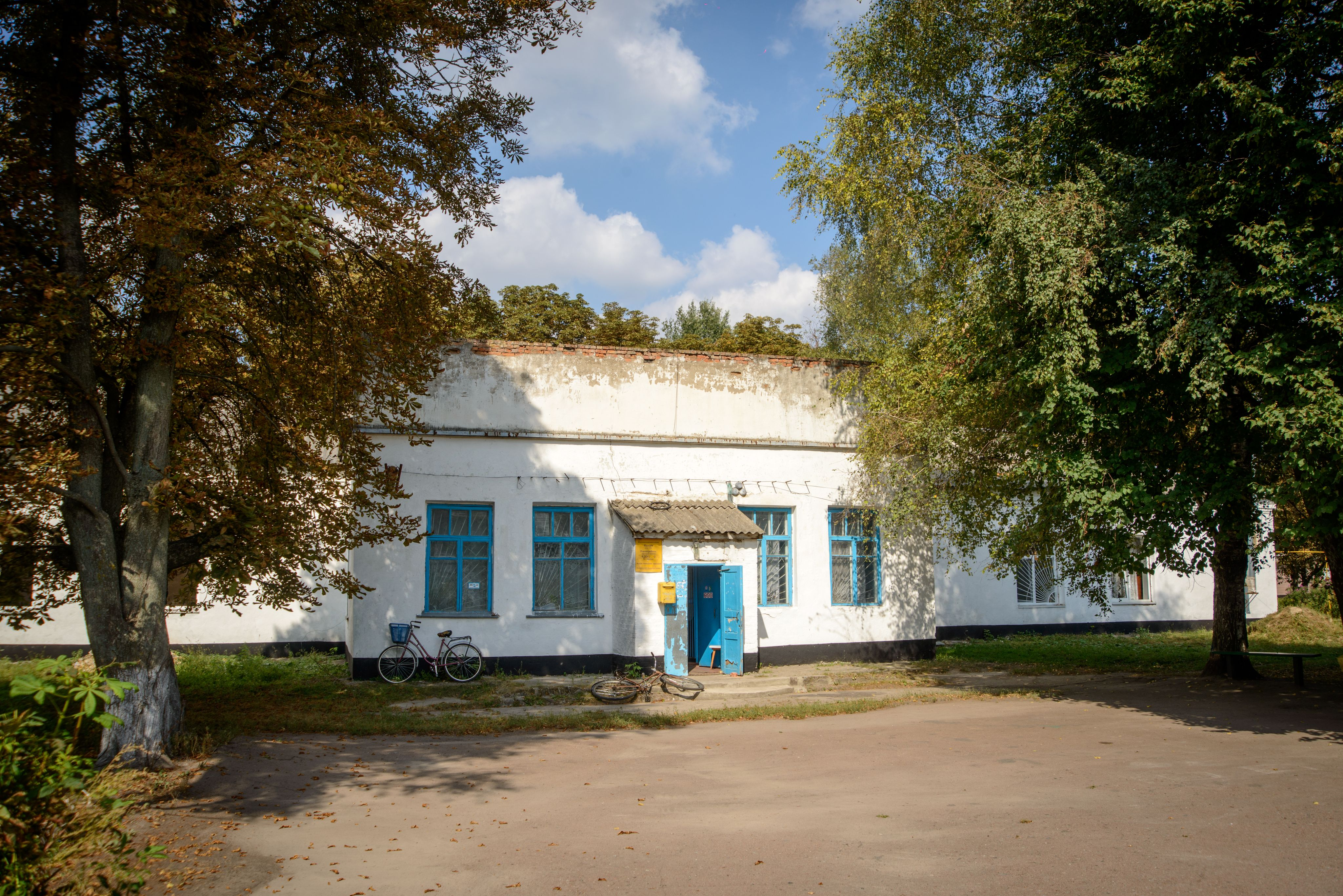
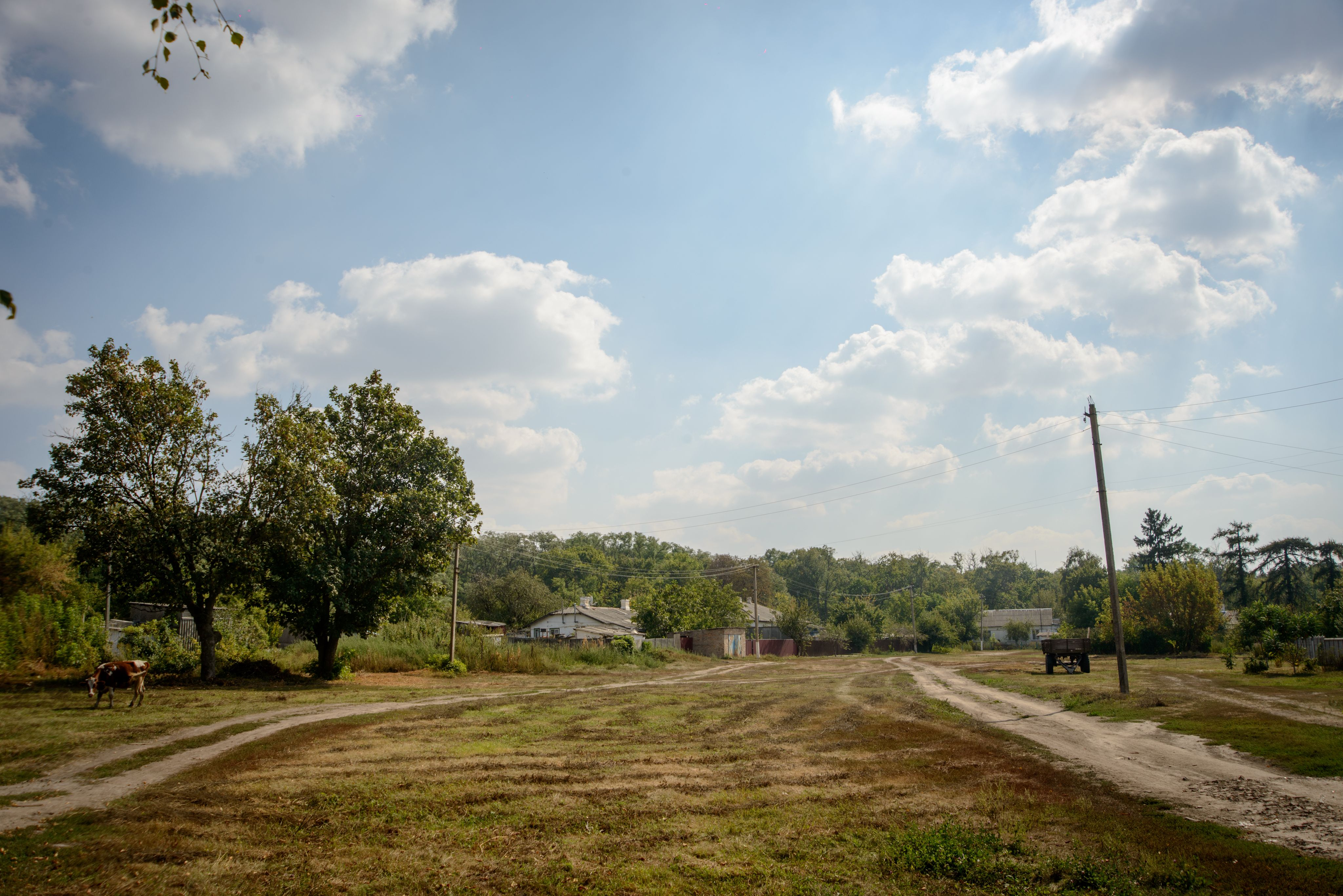
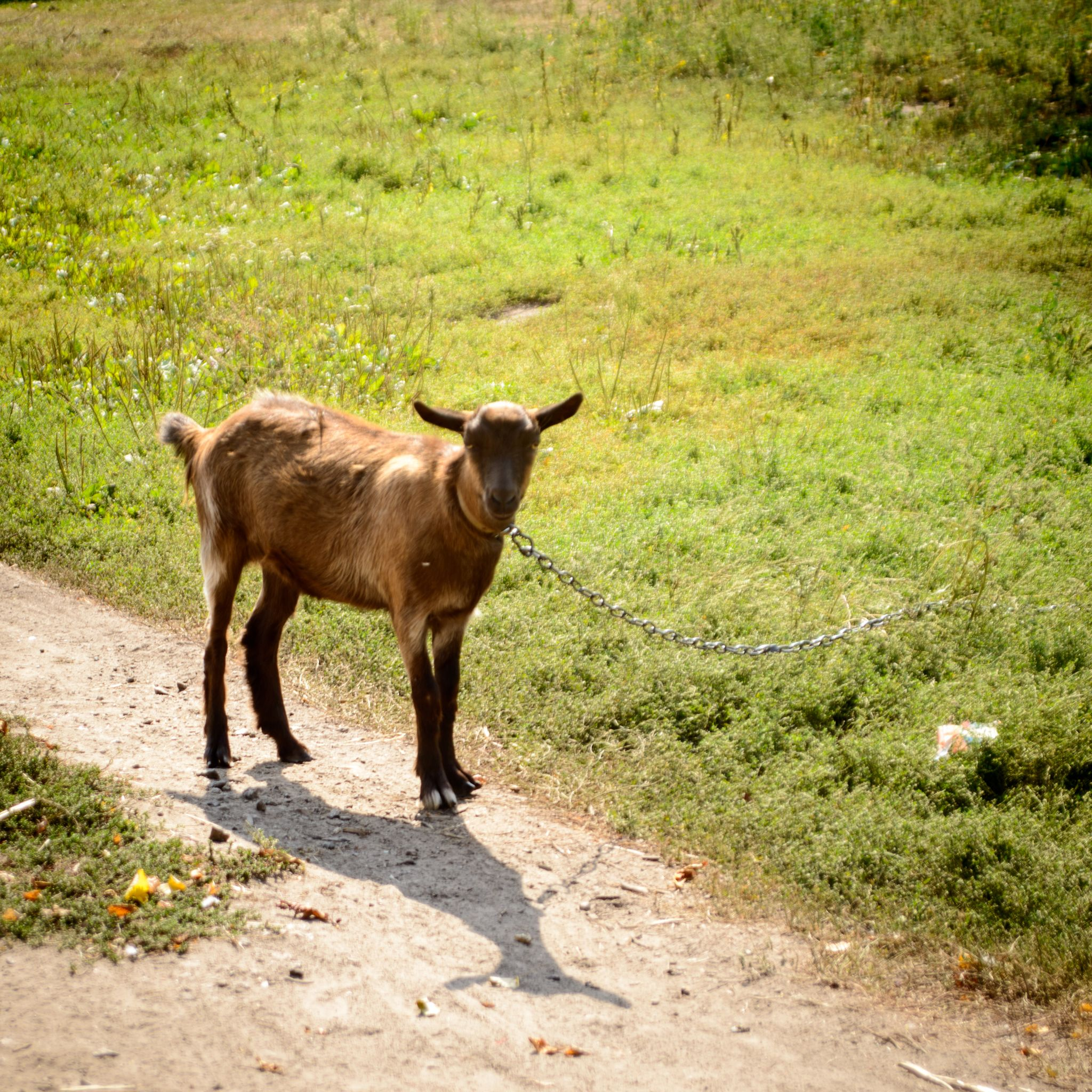
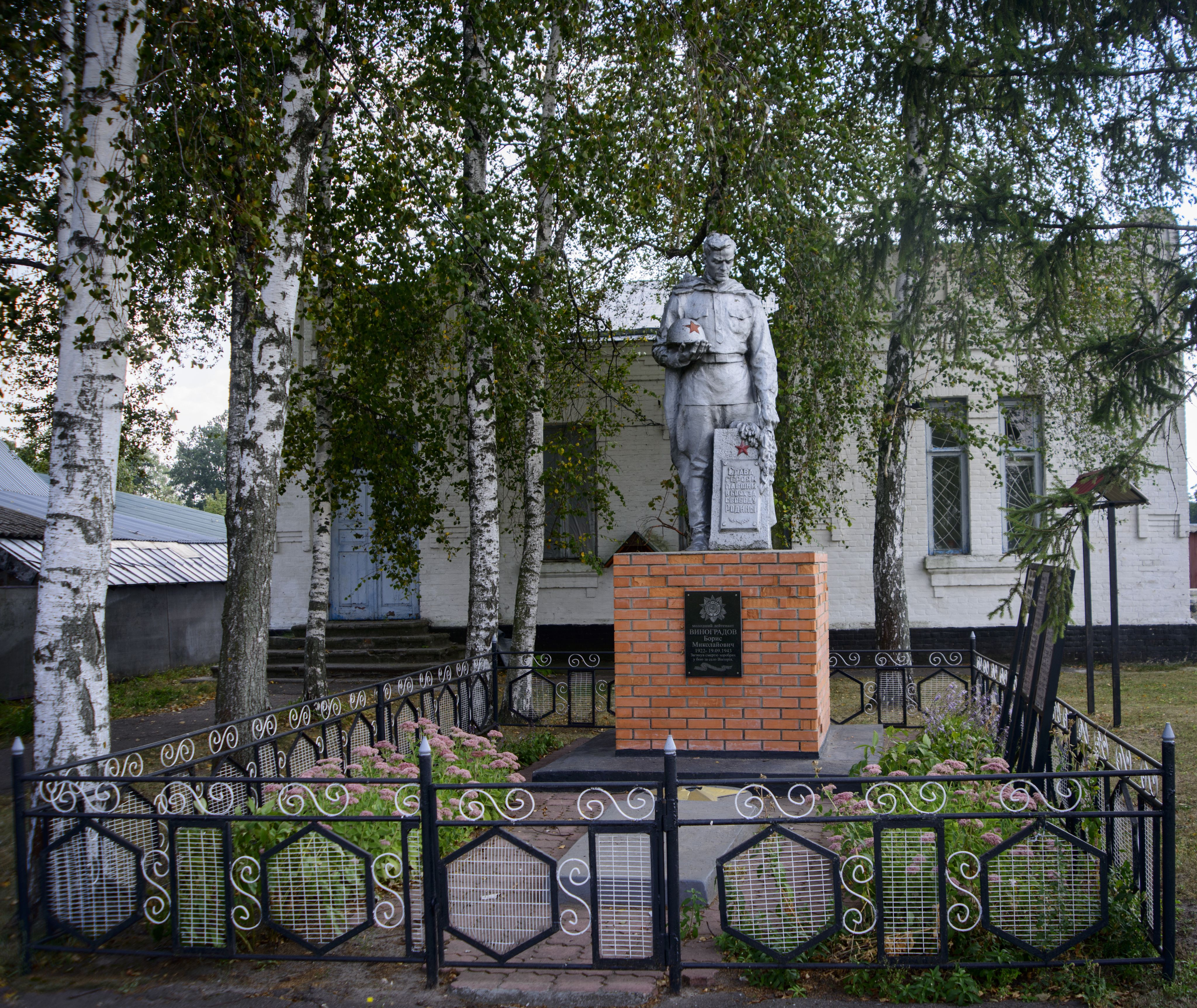
Могила радянського воїна, пам’ятний знак полеглим воїнам-землякам
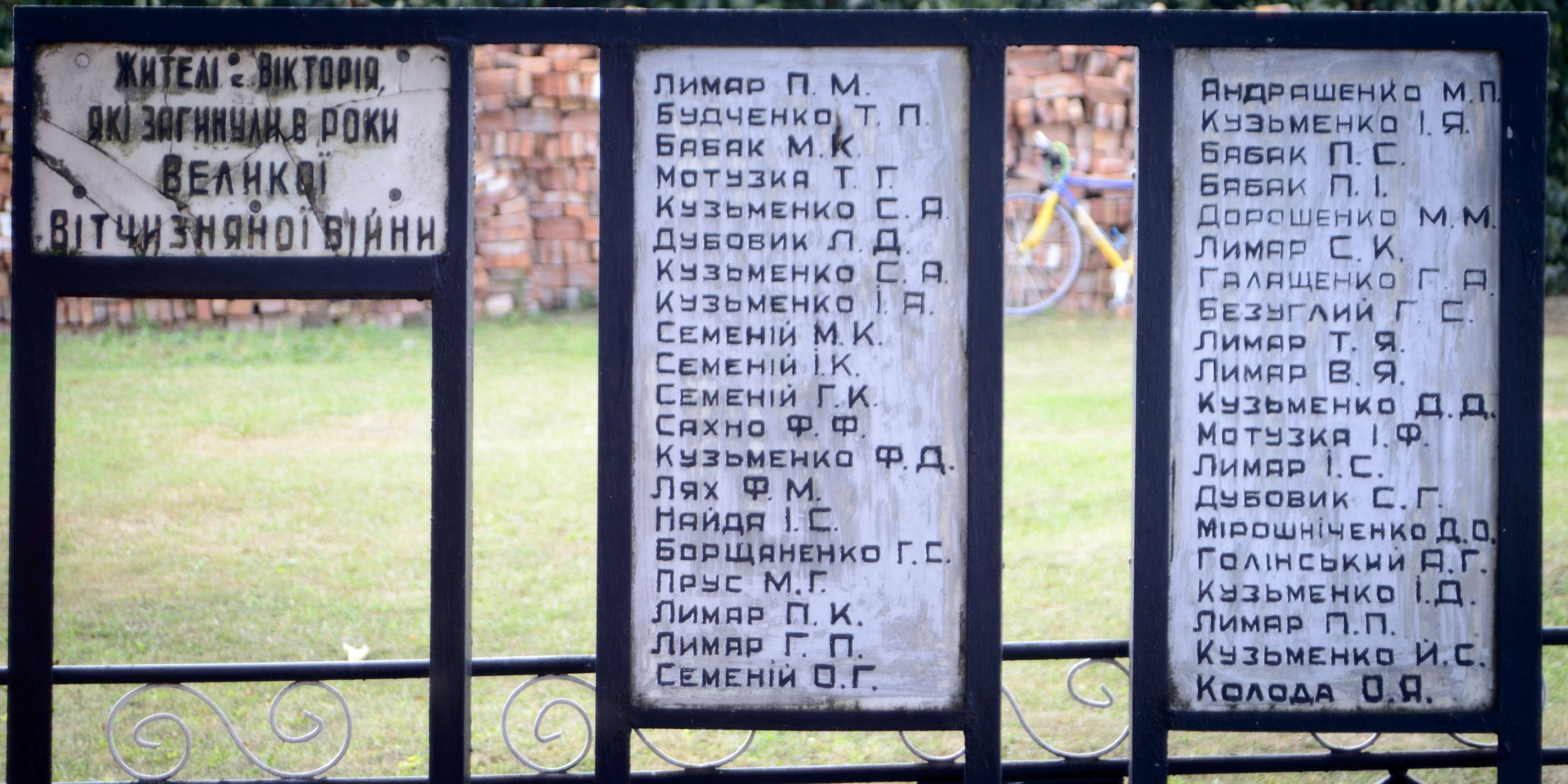
Могила радянського воїна, пам’ятний знак полеглим воїнам-землякам
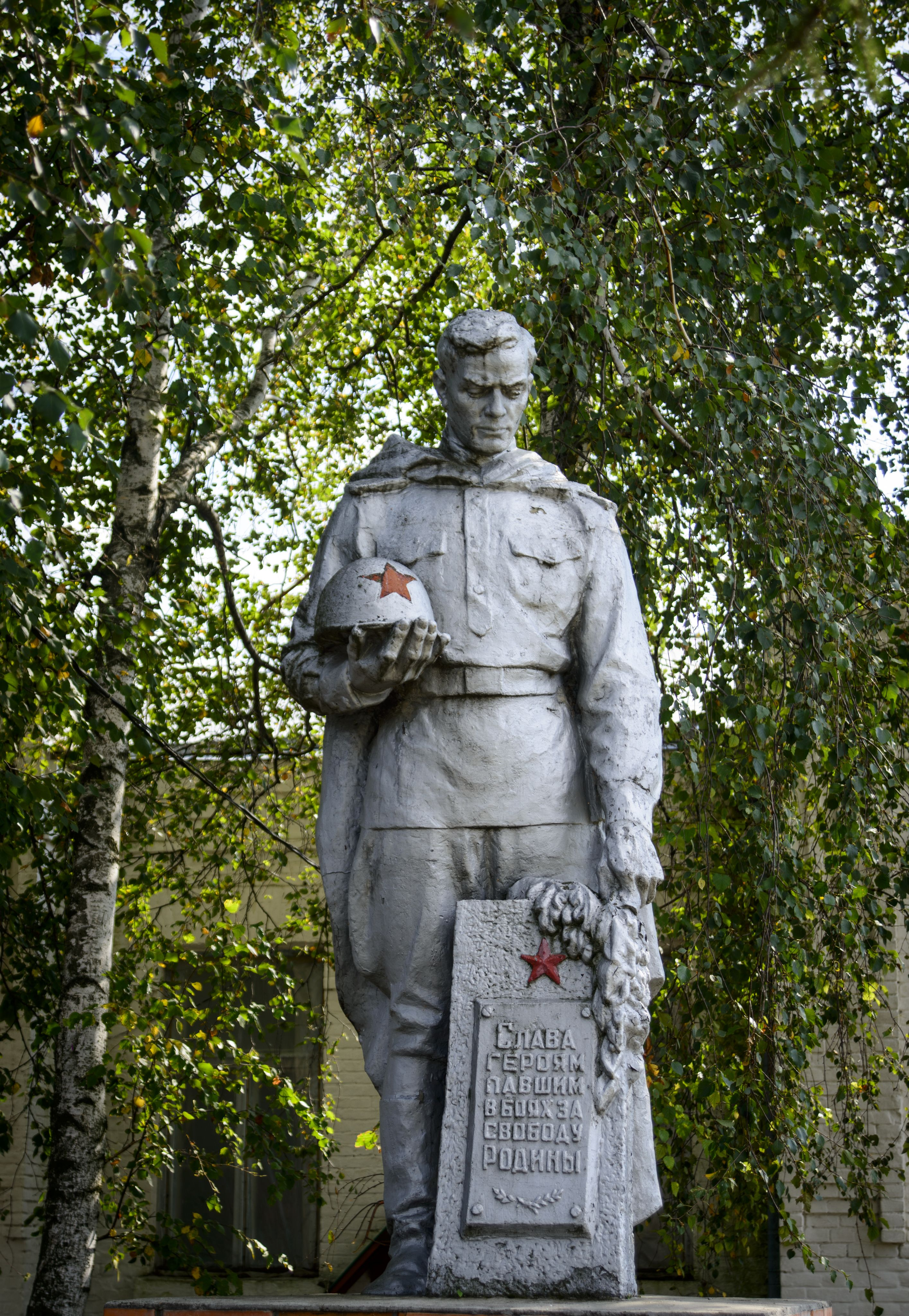
Могила радянського воїна, пам’ятний знак полеглим воїнам-землякам
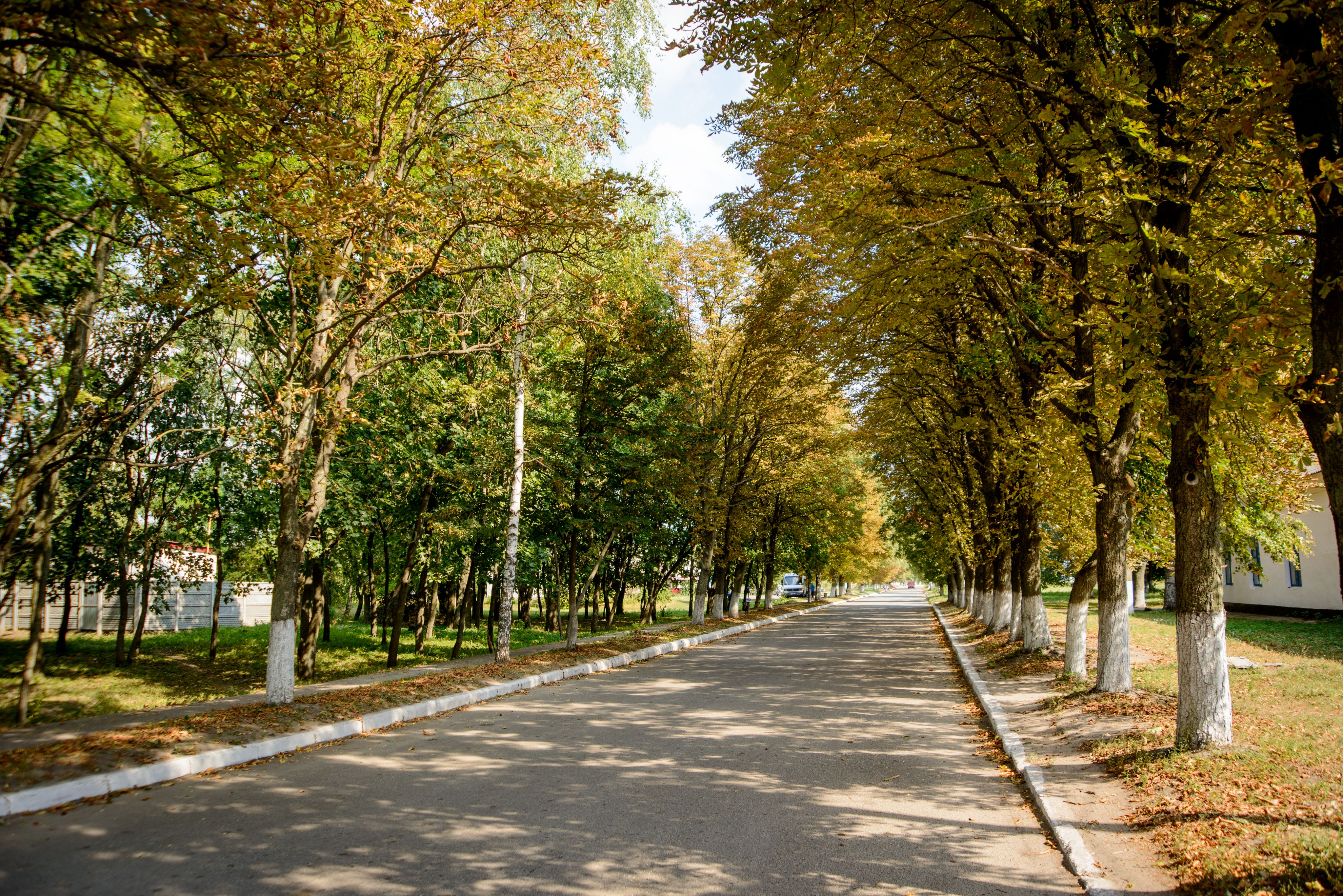
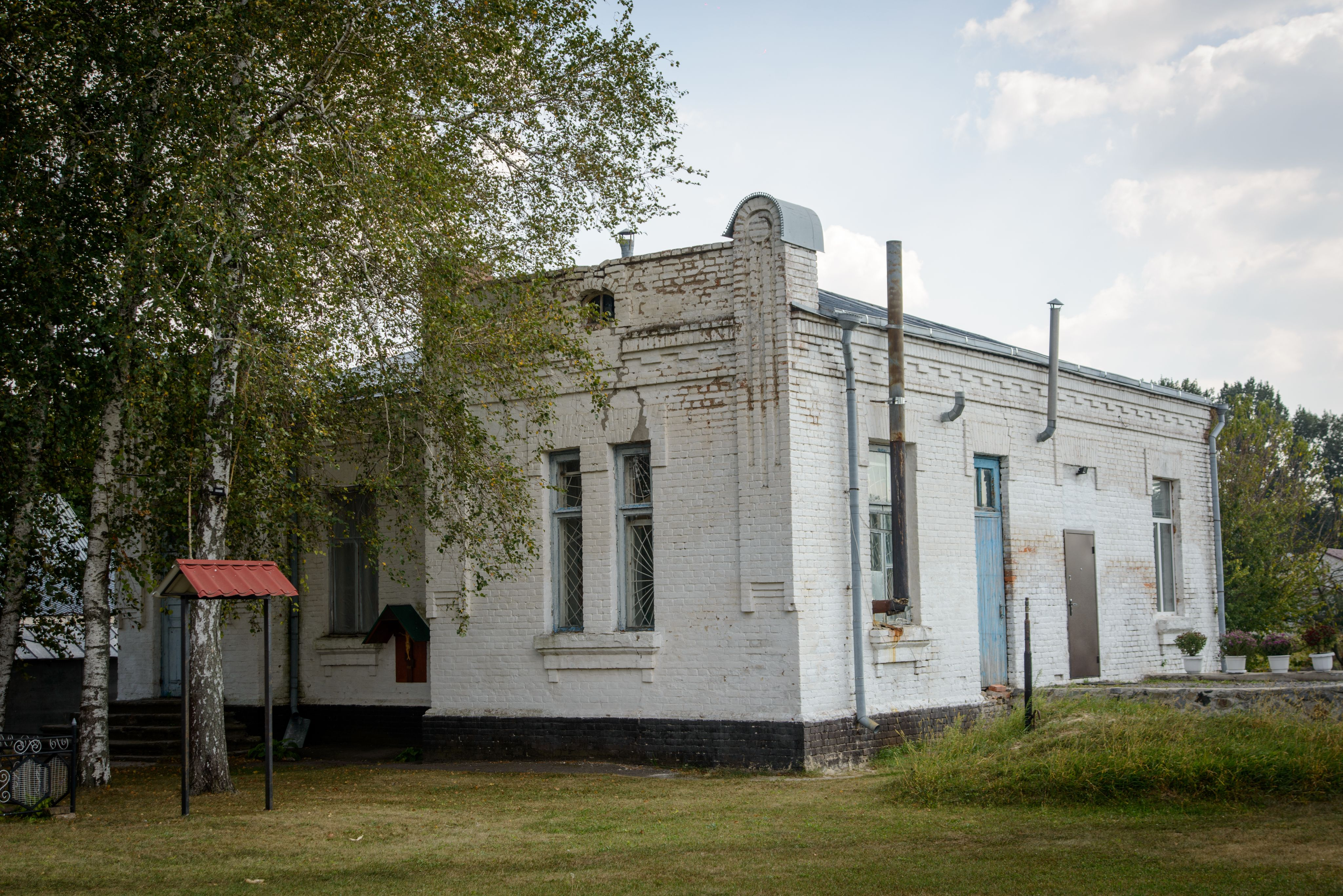
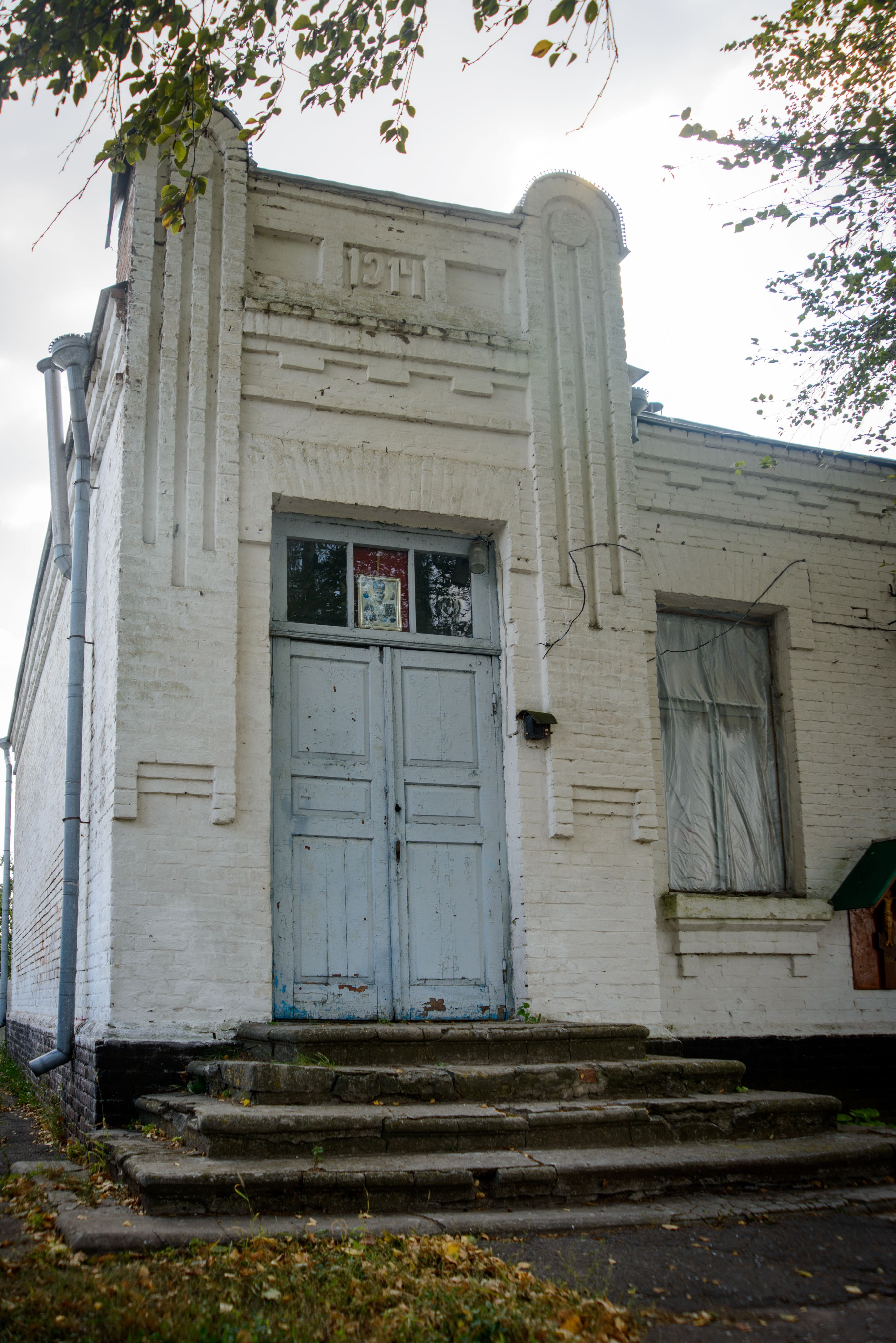
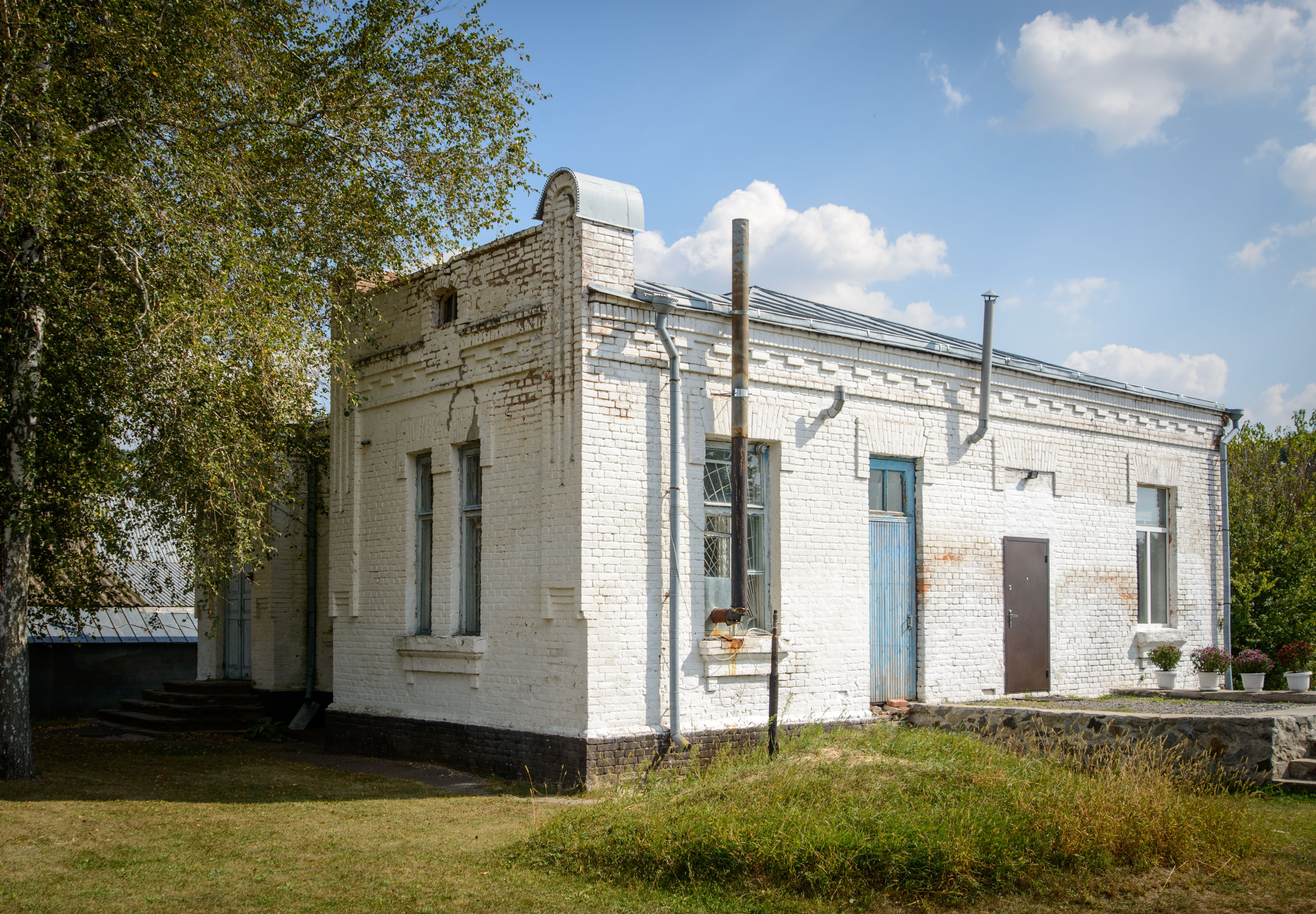
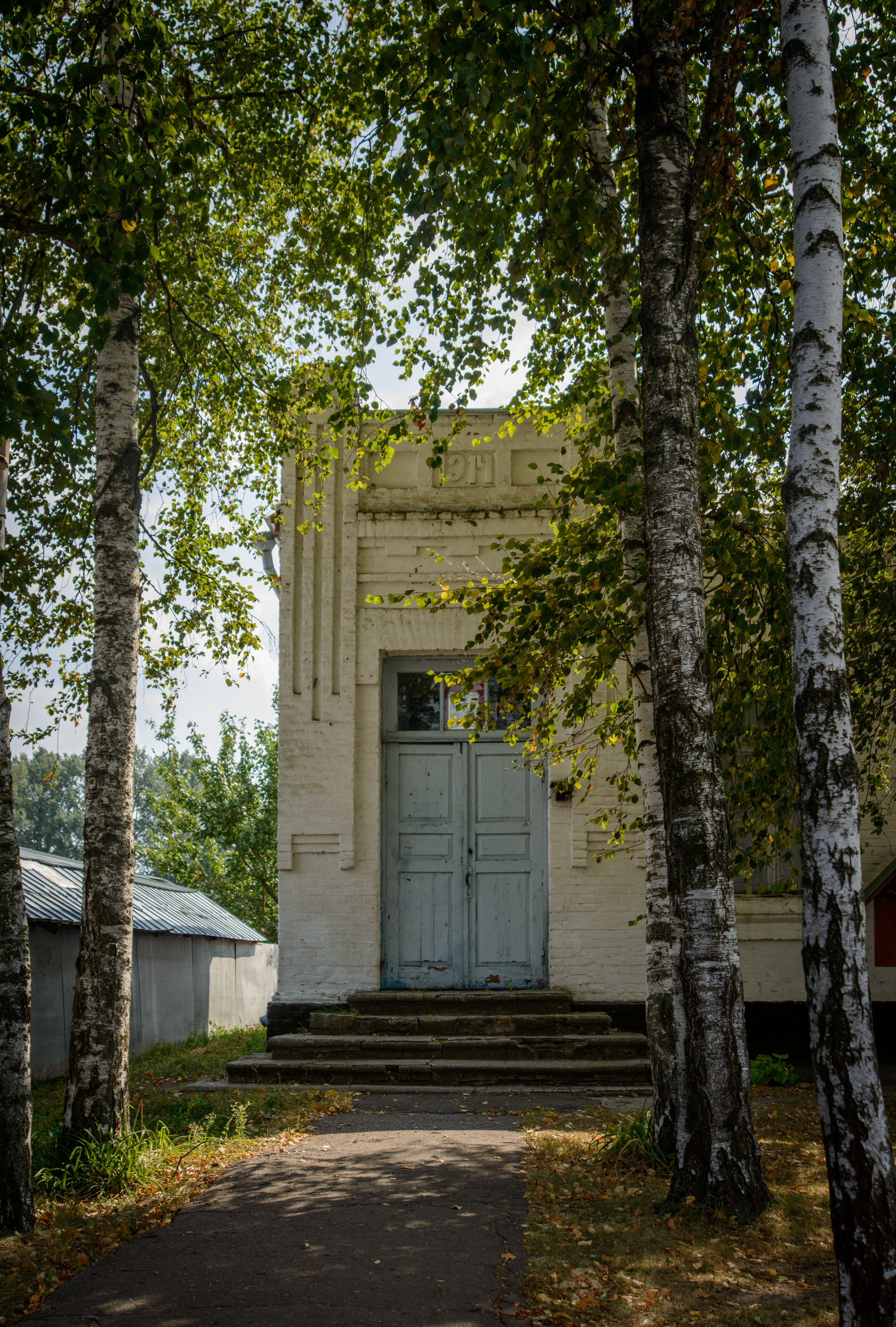
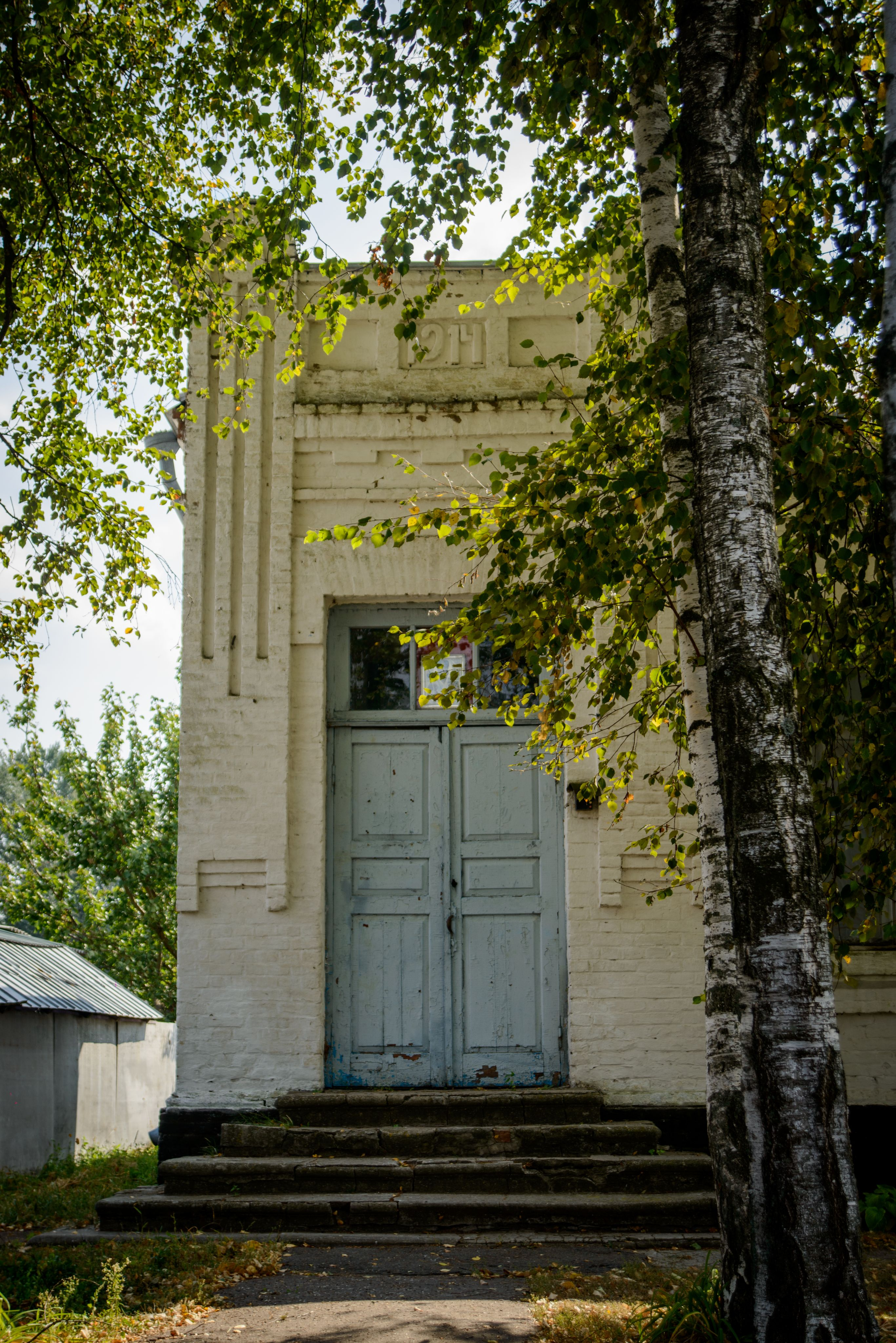
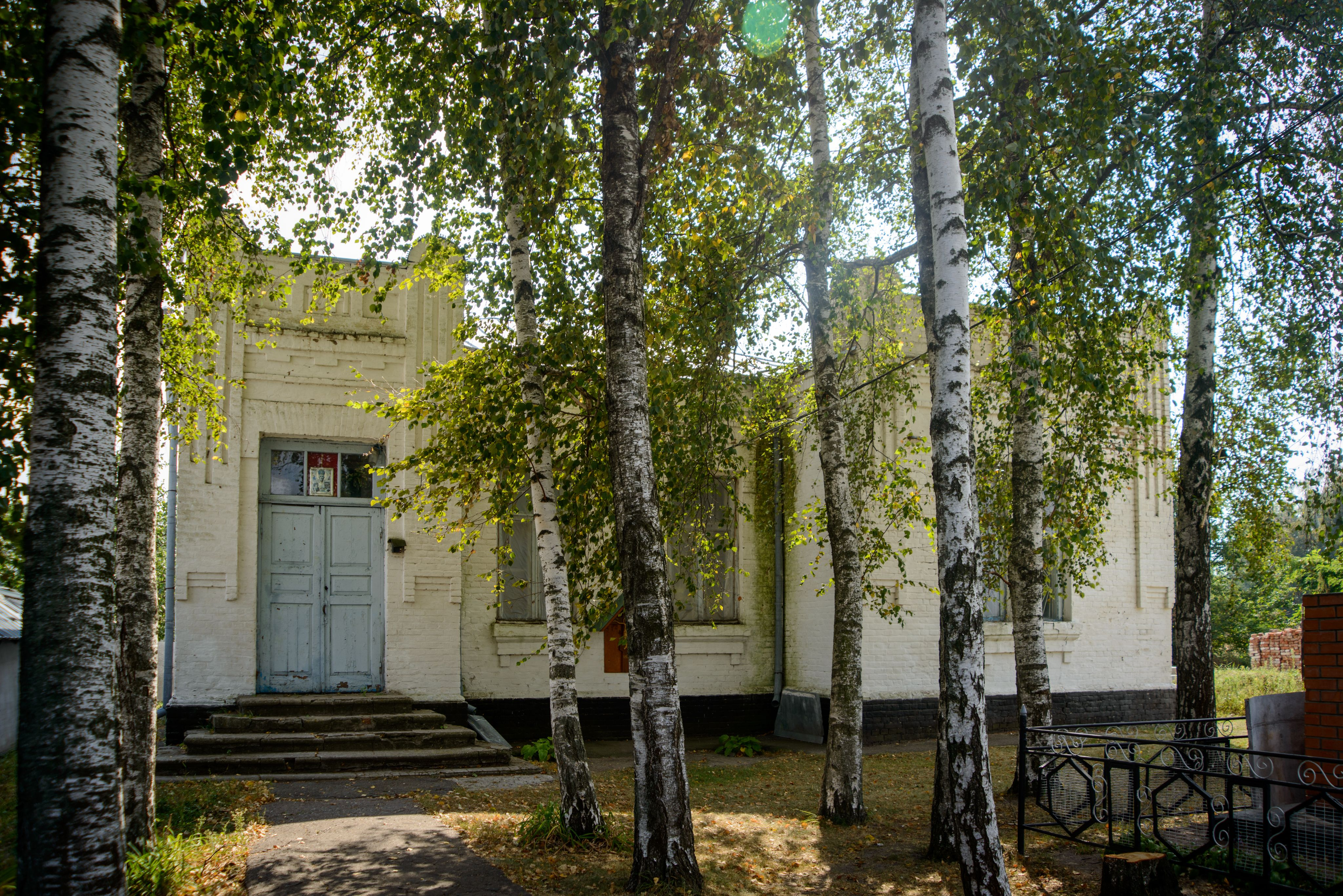
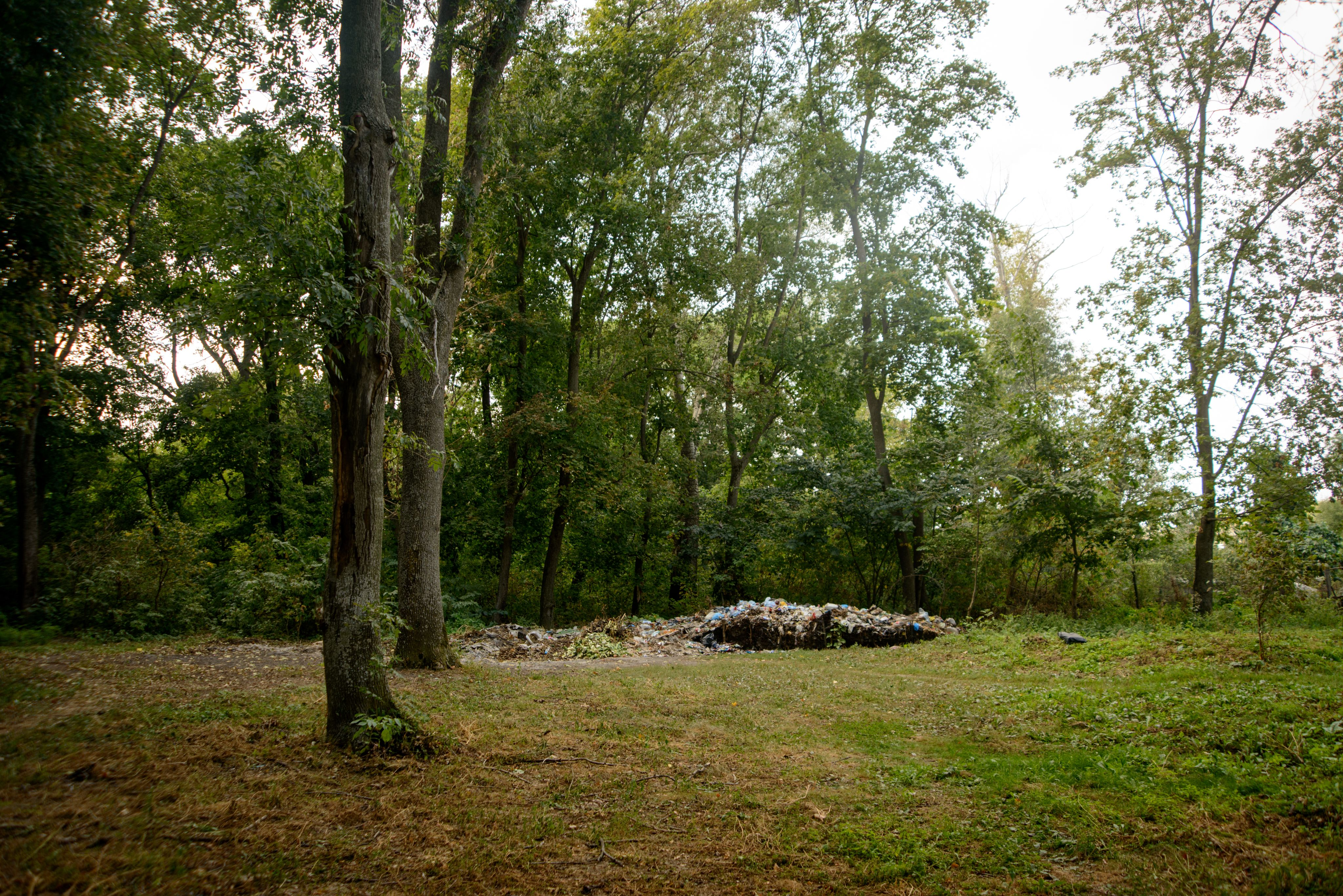
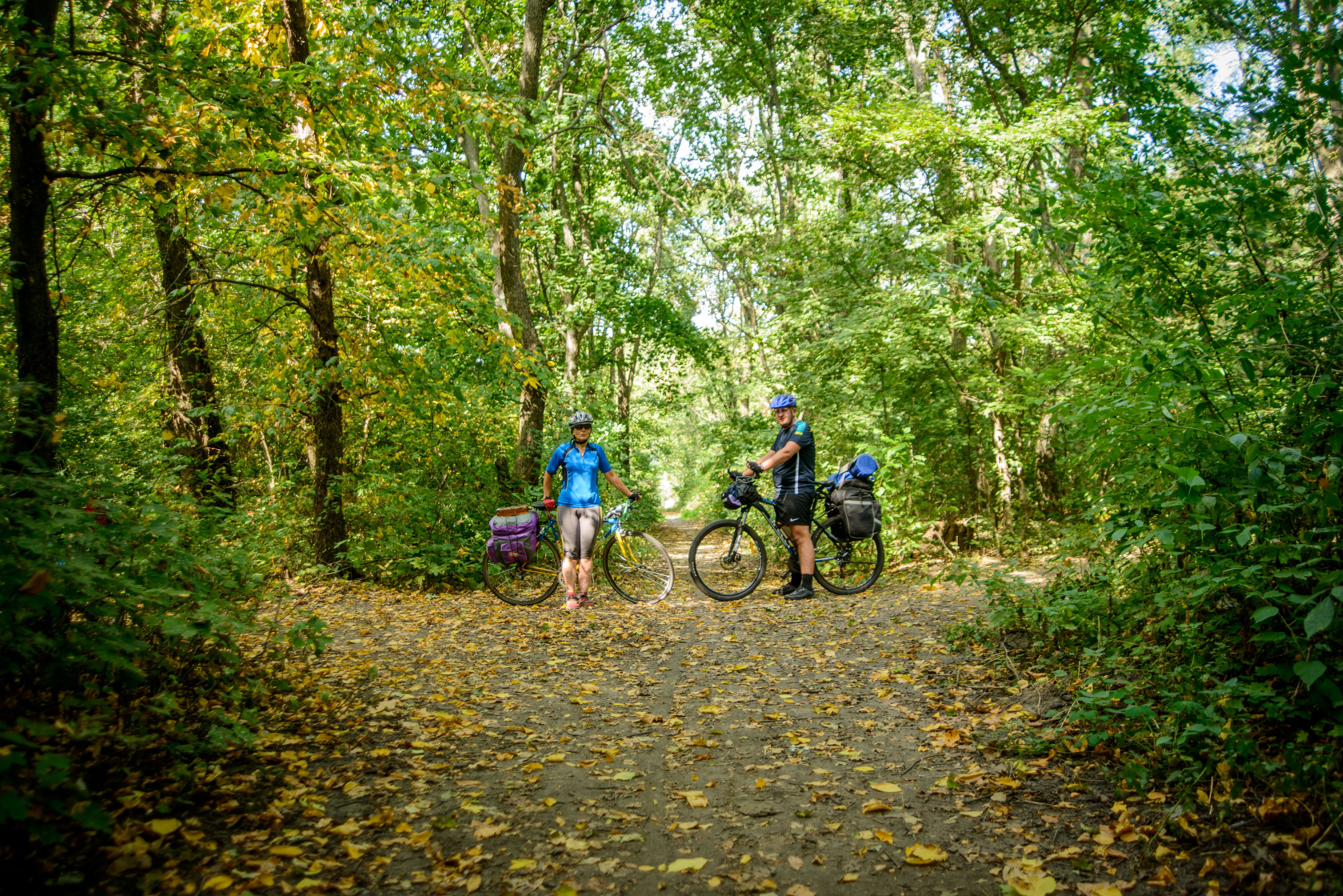
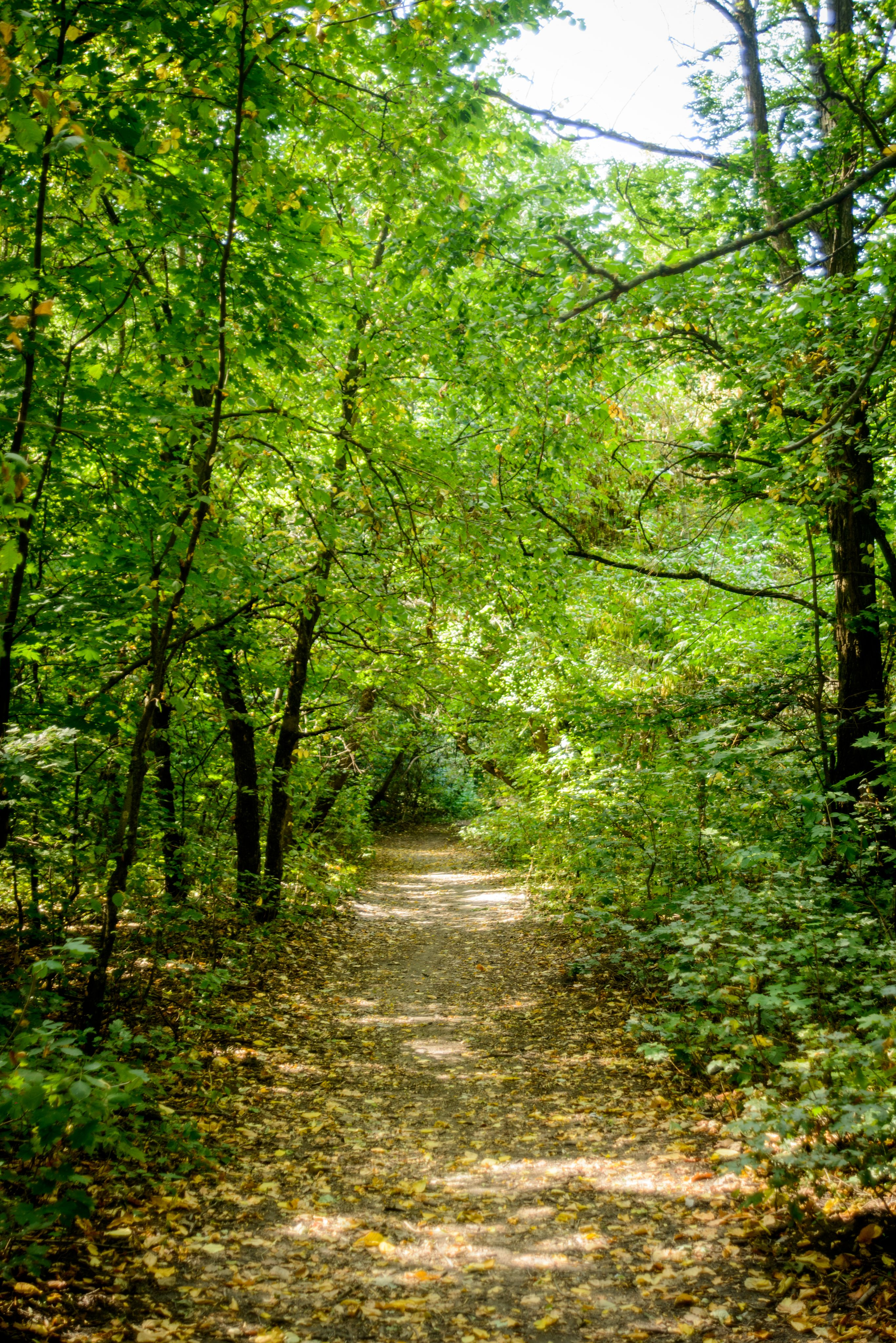
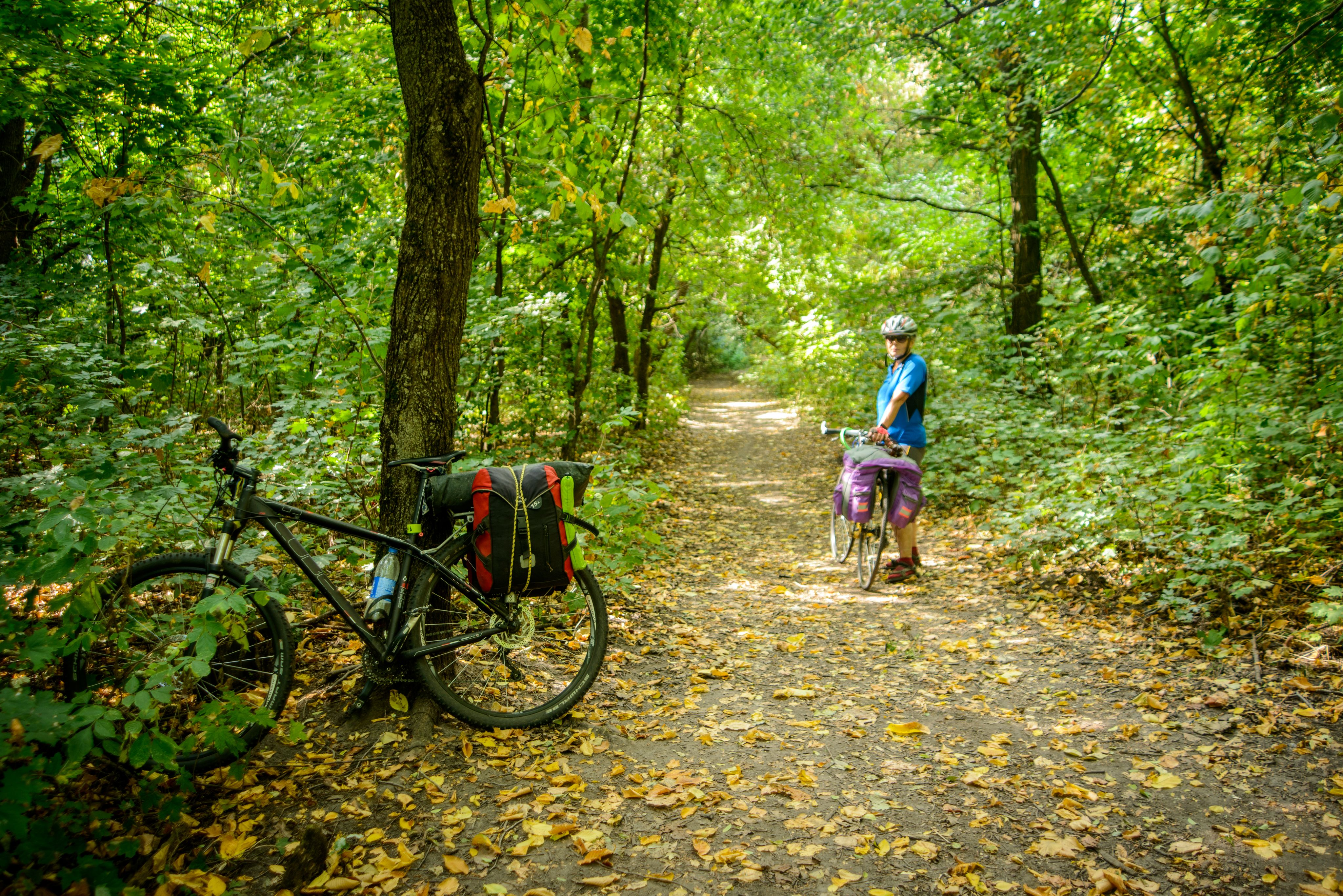
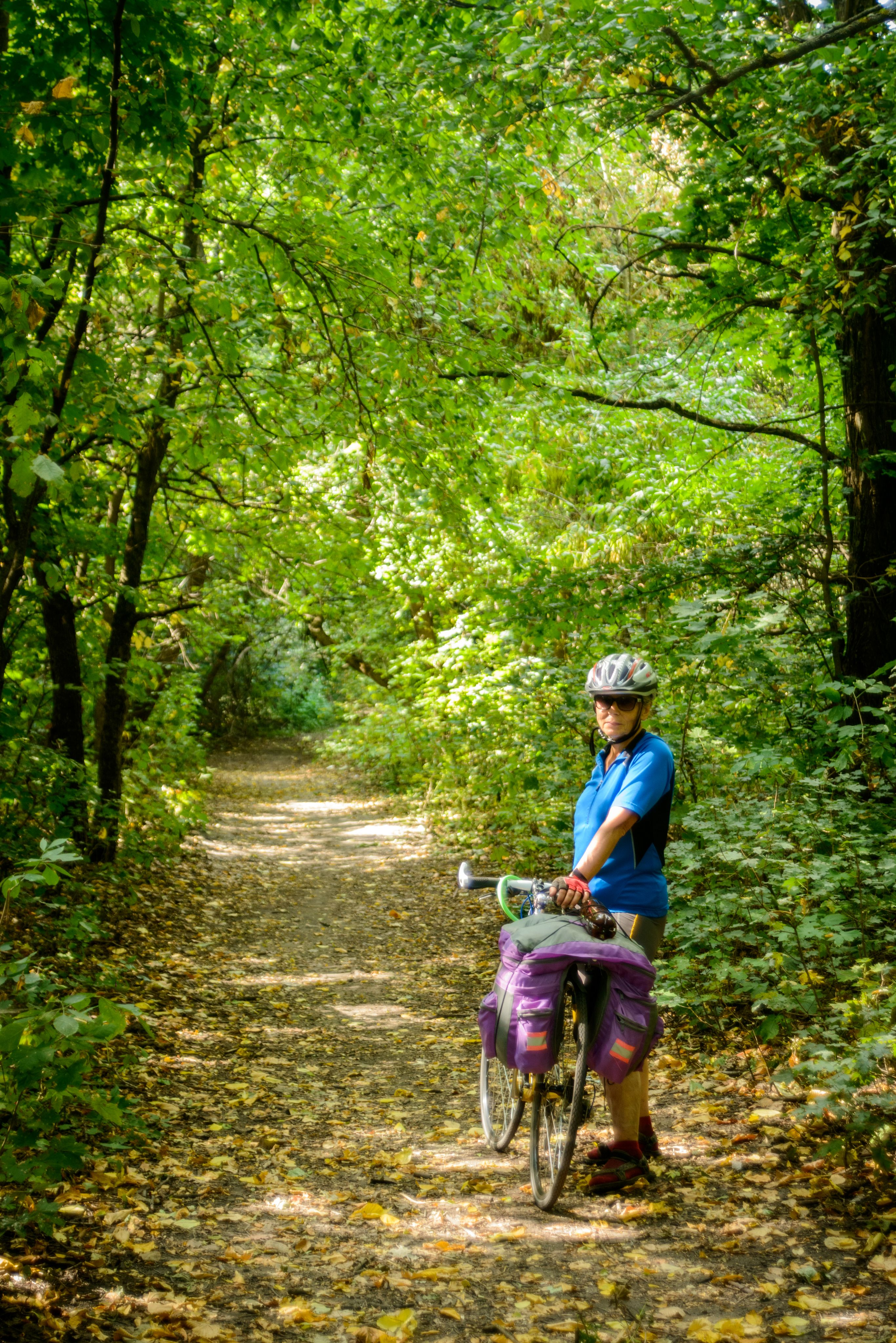